# Elizabeth Kolbert

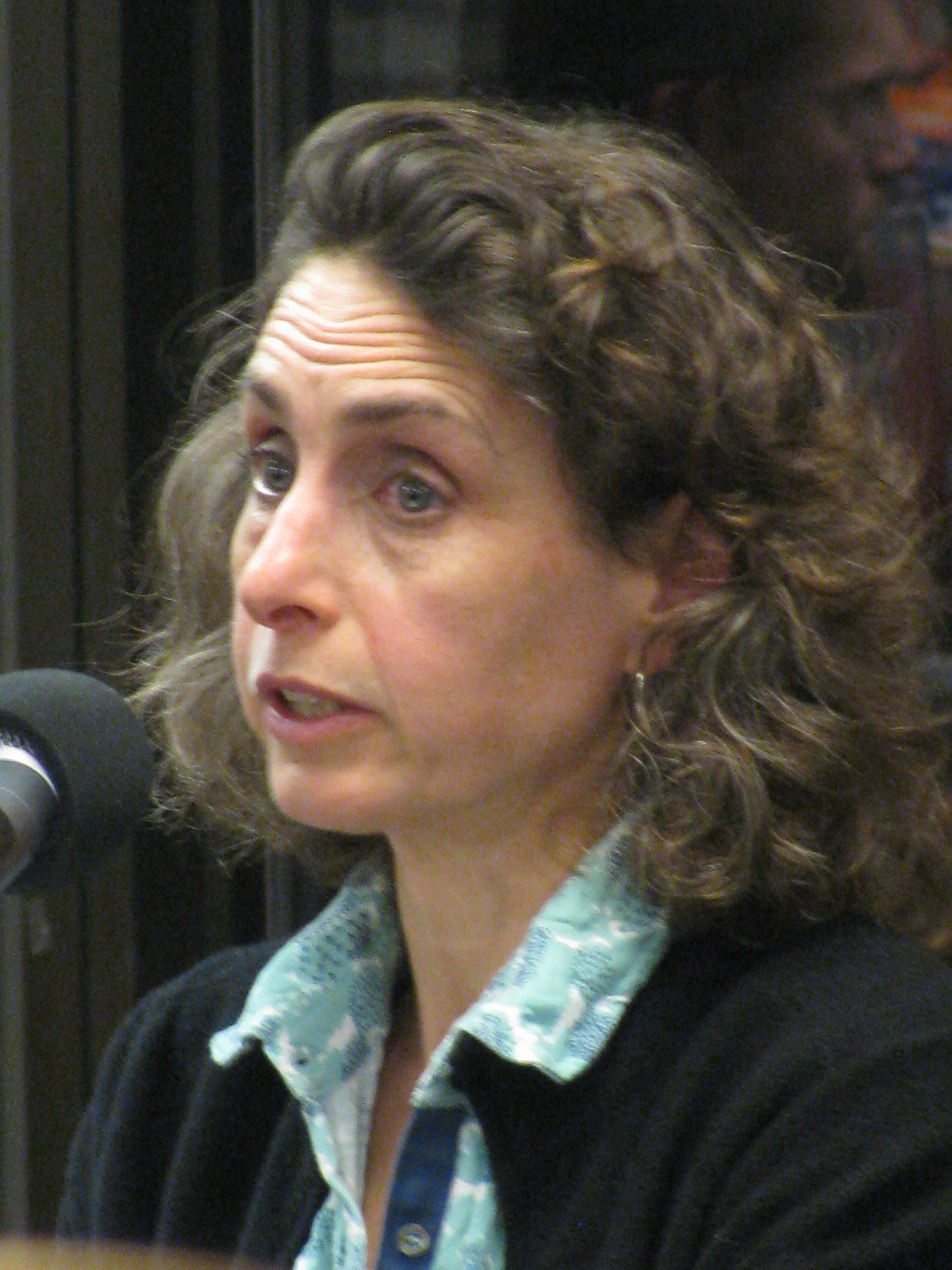
Elizabeth Kolbert (2014)

Elizabeth Kolbert (geboren 1. Juli 1961 in Bronx, New York City) ist eine US-amerikanische Journalistin und Autorin von Artikeln und Büchern zur Umweltproblematik.

## Leben
Elizabeth Kolbert wuchs in der Bronx und dann in Larchmont auf, wo sie die Mamaroneck High School besuchte. Während des Literaturstudiums an der Yale University erhielt sie ein Fulbright-Stipendium, mit dem sie 1983 an der Universität Hamburg studierte. In Deutschland leistete sie Zuarbeit für Artikel in der New York Times, so dass sie sich 1985 nach Beendigung ihres Studiums erfolgreich für eine Stelle als Anfängerin in der Lokalredaktion der Zeitung bewerben konnte. Ab 1992 war sie bei der New York Times politische Reporterin und wechselte 1999 als Redakteurin zum New Yorker.
Al Gore rezensierte ihr 2014 erschienenes Buch The Sixth Extinction in der New York Times. Mit dem Titel knüpft Kolbert an die von der Wissenschaft bislang festgestellten fünf großen Massenaussterben an. 2015 wurde das Buch als Wissensbuch des Jahres ausgezeichnet. 2021 wurde sie in die American Academy of Arts and Letters gewählt.

## Schriften
- The prophet of love. And other tales of power and deceit. Bloomsbury, New York 2004, ISBN 1-58234-463-9.
- Field notes from a catastrophe. Man, nature, and climate change. Bloomsbury, New York 2006, ISBN 1-58234-463-9.
  - Vor uns die Sintflut. Depeschen von der Klimafront. Übersetzung Thorsten Schmidt. Berlin, Berlin 2006, ISBN 978-3-8270-0729-2.
- The sixth extinction. An unnatural history. 10. Auflage, Henry Holt and Company, New York 2024, ISBN 978-1-25088-731-3.
  - Das sechste Sterben. Wie der Mensch Naturgeschichte schreibt. Übersetzung Ulrike Bischoff. Suhrkamp, Berlin 2015, ISBN 978-3-518-42481-0.
- Under a white Sky. Crown, New York 2021, ISBN 978-0-59323-877-6.
  - Wir Klimawandler. Wie der Mensch die Natur der Zukunft erschafft. Übersetzung Ulrike Bischoff. Suhrkamp, Berlin 2021, ISBN 978-3-518-43004-0.

## Auszeichnungen
- 2006: National Magazine Award in der Kategorie Public Interest (von öffentlichem Interesse) für ihre Reportageserie The Climate of Man über lokale Auswirkungen der globalen Erwärmung.[2] In erweiterter Form wurde die Serie als Buch unter dem Titel Field Notes from a Catastrophe publiziert.
  - Eine Lannan Literary Fellowship.
- 2010: Heinz Award.[3]
- 2015: Pulitzer-Preis für The Sixth Extinction.
- 2022: Biophilia Award for Environmental Communication für "ihre Fähigkeit, Umweltherausforderungen zu kommunizieren".[4]